# L'Hymne à l'amour (moi l'nœud)
Pour les articles homonymes, voir L'Hymne à l'amour.
Singles de Jacques Dutronc
La ballade du bon et des méchants
(1976) Le temps de l'amour
(1980)
L'Hymne à l'amour (moi l'nœud) est une chanson interprétée par Jacques Dutronc parue sur l'album Guerre et Pets en 1980.

## Historique
En 1980, Jacques Dutronc fait son retour comme chanteur, cinq ans après la sortie de son précédent album et une longue période comme acteur dans des films comme Le Bon et les Méchants, de Claude Lelouch (1975), Mado, de Claude Sautet (1976), L'État sauvage, de Francis Girod (1978) et Sauve qui peut (la vie), de Jean-Luc Godard (1979). Il a même quitté sa maison de disques Vogue, après plus d'une quinzaine d'années pour Gaumont Musique. Il enregistre Guerre et pets, dont les textes sont écrits pour la plupart par Serge Gainsbourg, avec qui il avait déjà collaboré sur des titres comme Elle et si et Les Roses fanées, et qui marque la rupture entre Dutronc et Jacques Lanzmann, son parolier (qui collabore uniquement sur deux chansons de Guerre et pets). L'Hymne à l'amour (moi l'nœud) fait partie des chansons écrites par Gainsbourg et Dutronc pour cet opus. Cette chanson, une des plus connues de l'album, énumère les mots utilisés pour qualifier une personne de façon péjorative (les injures notamment racistes et antisémites), mais à l'époque de la sortie de l'album Guerre et pets, elle passe peu en radios.